# Leendert Schijveschuurder
Leendert Schijveschuurder (Amsterdam, 2 december 1917 - Onbekend, 6 maart 1941) was tijdens de Tweede Wereldoorlog de eerste Nederlander die door de Duitse bezetters terechtgesteld werd. Hij was een verzetsstrijder van Joodse komaf.
Schijveschuurder was lid van de Communistische Partij van Nederland (CPN) en perser van beroep. Op 25 februari 1941 brak in Amsterdam en omgeving een staking uit als protest tegen de Jodenvervolging. Twee dagen later was de Februaristaking door de Duitsers bloedig neergeslagen. De CPN, die bij de staking een belangrijke rol had gespeeld, riep daarna op tot een tweede staking, op 6 maart 1941. Schijveschuurder werd op 5 maart betrapt bij het plakken van oproepen voor die staking. In een snelrechtprocedure kreeg hij de doodstraf. Op 6 maart werd hij gefusilleerd. Pas daarna werden zijn arrestatie en executie bekendgemaakt in een persbericht, waarin zijn naam niet werd genoemd. De staking mislukte overigens.

## Executie
Schijveschuurder was de eerste Nederlander die voor een Duits vuurpeloton het leven liet, maar niet de eerste inwoner van Nederland. Enkele dagen eerder, op 3 maart 1941, was de Duits-Joodse vluchteling Ernst Cahn op de Waalsdorpervlakte gefusilleerd. Na de ter dood brenging van deze twee volgde op 13 maart de executie van vijftien leden van de verzetsgroep Geuzen en drie Februaristakers.

## Familie
Schijveschuurders vrouw Elisabeth Moscoviter stierf op 2 juli 1943 in het concentratiekamp Sobibór. Hun zoon Joseph overleefde de oorlog, over hem zond Omrop Fryslân in 2021 een documentaire uit. Na de oorlog werd Joseph opgenomen in het gezin van Theo van Reemst en zijn vrouw Trudel van Reemst-de Vries.

## Nagedachtenis
Er is een straat naar Schijveschuurder genoemd in de buurt De Aker, stadsdeel Amsterdam Nieuw-West, de Leendert Schijveschuurderstraat. Niet ver van die straat ligt ook de Ernst Cahnsingel. 